# Мирлоги (Белопольский район)
Мирлоги (укр. Мирлоги) — село,
Павловский сельский совет,
Белопольский район,
Сумская область,
Украина.
Код КОАТУУ — 5920686606. Население по переписи 2001 года составляло 24 человека.

## Географическое положение
Село Мирлоги находится на расстоянии в 2 км от левого берега реки Павловка.
На расстоянии до 2,5 км расположены сёла Катериновка, Павловка, Мелячиха и Диброва (Сумский район).
Рядом протекает пересыхающий ручей с большой запрудой.